# Shingetsutan tsukihime
 (décembre 2009).
Si vous disposez d'ouvrages ou d'articles de référence ou si vous connaissez des sites web de qualité traitant du thème abordé ici, merci de compléter l'article en donnant les références utiles à sa vérifiabilité et en les liant à la section « Notes et références ».
Autre
Shingetsutan Tsukihime (真月譚 月姫, Shingetsutan Tsukihime) est un anime fantastique de 12 épisodes réalisé en 2003 par les studios J.C. Staff, tiré d'un doujin-game de type visual novel du studio TYPE MOON et nommé Tsukihime, très populaire parmi les otakus malgré son statut de jeu amateur.
Le jeu Tsukihime a d'ailleurs aussi généré deux autres doujin-games reprenant les mêmes personnages et en introduisant d'autres, Melty Blood un jeu de combat coproduit avec Watanabe Seisakujo, et Kagetsu Tohya la suite directe du jeu originel.

## Fiche technique
- Titre original : 真月譚 月姫
- Titre anglais : Lunar Chronicles : The Moon Princess
- Titre français : Tsukihime, Chroniques de la lune
- Titre alternatif : Blue Blue Glass Moon, Under The Crimson Air
- Directeur :  Katsushi Sakurabi
- Script :  Hiroko Tokita
- Concept Original : Kinoko Nasu, TYPE-MOON
- Character Design :  Takashi Takeuchi, Kaoru Ozawa
- Producteurs :  Takeshi Jinguji, Yuichi Sekido, Yuji Matsukura
- Color design : Tomomi Andou
- Musique : Toshiyuki Omori
- Animation : Kaoru Ozawa
- Directeur de l'animation :  JC Staff
- Production : TBS, JC Staff
- Nombre d'épisodes : 12

## Résumé de l'Histoire
Depuis un accident survenu à l'âge de huit ans, Shiki Tohno voit en permanence les « lignes de la mort » : en tranchant dans ces lignes au couteau, il est capable de découper n'importe quoi (chaises, arbres, bâtiments, etc.) et n'importe qui avec un simple petit couteau. Une magicienne lui fait alors don d'une paire de lunettes qui lui permet de ne plus voir ces lignes. 
À sa sortie de l'hôpital, son père décide de le placer dans une famille d'accueil, où il demeure jusqu'à ses seize ans, âge auquel il apprend le décès de son père. Shiki retourne alors dans la demeure familiale où l'attend sa sœur, Akiha, devenue l'héritière de la famille.
Peu après son retour, Shiki croise le chemin d'une jeune fille, Arcueid Brunestud, qu'il poursuit et découpe en morceaux à l'aide de son pouvoir, poussé par une pulsion subite. Il ne se souvient pas de la manière dont il est rentré dans la demeure familiale, et pense qu'il s'agit d'un cauchemar… mais le lendemain, Arcueid réapparaît devant lui, et lui rafraîchit la mémoire. Sa résurrection l'ayant affaiblie, elle veut entraîner Shiki avec elle à la poursuite d'un vampire qui sévit depuis peu dans la ville. Au fur et à mesure de son histoire, Shiki va découvrir les secrets que cache sa famille et découvrir qui est vraiment Arcueid Brunestud.

## Liste des épisodes
| Épisode | Titre anglais                   | Titre Japonais |
| ------- | ------------------------------- | -------------- |
| 1       | Reversal Impulse                | 反転衝動       |
| 2       | Black Beast                     | 黒い獣         |
| 3       | Mystic Eyes of Death Perception | 直死の魔眼     |
| 4       | Garden of a Cradle              | 揺籠の庭       |
| 5       | A Bow of the Sky                | 空の弓         |
| 6       | White Dream                     | 白い夢         |
| 7       | Blue Sin Mark                   | 蒼い咎跡       |
| 8       | Origami                         | 檻髪           |
| 9       | Death                           | 死             |
| 10      | Vermilion Crimson Moon          | 朱の紅月       |
| 11      | Misfortunate Night              | 凶の夜         |
| 12      | Lunar World                     | 月世界         |

## Bande originale
Il existe trois OST de l'anime : deux albums et un single :
- Shingetsutan Tsukihime : Rinne No Hate Ni... ED Single sortie en 2003 et d'une durée de 13 minutes 19

| Piste | Nom                                | Auteur         | durée |
| ----- | ---------------------------------- | -------------- | ----- |
| 1     | Rinne No Hate Ni...                | Orikasa Fumiko | 4:19  |
| 2     | Rinne No Hate Ni... (Remix)        | Orikasa Fumiko | 4:43  |
| 3     | Rinne No Hate Ni... (Instrumental) | Orikasa Fumiko | 4:17  |

- Shingetsutan Tsukihime OST : Moonlit Archives sortie en 2003 et d'une durée de 48 minutes 01

| Piste | Nom                               | Auteur           | durée |
| ----- | --------------------------------- | ---------------- | ----- |
| 1     | The Sacred Moon                   | Oomori Toshiyuki | 1:35  |
| 2     | Inscrutable                       | Oomori Toshiyuki | 1:54  |
| 3     | Castle                            | Oomori Toshiyuki | 1:48  |
| 4     | Urgency                           | Oomori Toshiyuki | 1:46  |
| 5     | Insanity                          | Oomori Toshiyuki | 1:41  |
| 6     | Doubtless                         | Oomori Toshiyuki | 1:34  |
| 7     | Betray                            | Oomori Toshiyuki | 1:33  |
| 8     | Wounds                            | Oomori Toshiyuki | 2:21  |
| 9     | Destiny                           | Oomori Toshiyuki | 1:47  |
| 10    | Captivate                         | Oomori Toshiyuki | 2:28  |
| 11    | Cherish                           | Oomori Toshiyuki | 2:15  |
| 12    | Crescent                          | Oomori Toshiyuki | 1:47  |
| 13    | Haunting                          | Oomori Toshiyuki | 2:11  |
| 14    | Dusk                              | Oomori Toshiyuki | 2:00  |
| 15    | Precious                          | Oomori Toshiyuki | 1:38  |
| 16    | Hommage                           | Oomori Toshiyuki | 2:10  |
| 17    | Beleaguer                         | Oomori Toshiyuki | 2:12  |
| 18    | Vain                              | Oomori Toshiyuki | 1:52  |
| 19    | Delusion                          | Oomori Toshiyuki | 1:49  |
| 20    | Maze                              | Oomori Toshiyuki | 1:54  |
| 21    | Justice                           | Oomori Toshiyuki | 2:10  |
| 22    | Tormenter                         | Oomori Toshiyuki | 1:55  |
| 23    | Demoniac                          | Oomori Toshiyuki | 2:05  |
| 24    | Prayer                            | Oomori Toshiyuki | 2:02  |
| 25    | Rinne no Hate Hi... (ON AIR Ver.) | Orikasa Fumiko   | 1:34  |

- Shingetsutan Tsukihime OST : Moonlit Archives OST 2

| Piste | Nom                                            | Auteur           |
| ----- | ---------------------------------------------- | ---------------- |
| 1     | Dark Moon                                      | Oomori Toshiyuki |
| 2     | Yoi-Zuki (Night Moon)                          | Oomori Toshiyuki |
| 3     | Crescent Moon                                  | Oomori Toshiyuki |
| 4     | Pale Moon                                      | Oomori Toshiyuki |
| 5     | Frosty Moon                                    | Oomori Toshiyuki |
| 6     | Silver Moon                                    | Oomori Toshiyuki |
| 7     | Moon Fire                                      | Oomori Toshiyuki |
| 8     | Yumi-hari-Zuki (Crescent Moon)                 | Oomori Toshiyuki |
| 9     | Moon Gray                                      | Oomori Toshiyuki |
| 10    | Quarter Moon                                   | Oomori Toshiyuki |
| 11    | Gibbous Moon                                   | Oomori Toshiyuki |
| 12    | Iza-Yoi (The Sixteenth Night of a Lunar Month) | Oomori Toshiyuki |
| 13    | Tsuki-Kage (Moonlight)                         | Oomori Toshiyuki |
| 14    | Oboro-Zuki (Hazy Moon)                         | Oomori Toshiyuki |
| 15    | Moon Yellow                                    | Oomori Toshiyuki |
| 16    | Tsuki-Yomi (The God of the Moon)               | Oomori Toshiyuki |
| 17    | Eclipse                                        | Oomori Toshiyuki |
| 18    | Akatsuki-Zuki-Yo (Pale Morning Moon)           | Oomori Toshiyuki |
| 19    | Balsamic Moon                                  | Oomori Toshiyuki |